# Kabinet-Schüssel I
Op 4 februari 2000 werd de nieuwe regering van Wolfgang Schüssel geïnstalleerd, als opvolger van het kabinet-Klima. De coalitie bestond uit de Oostenrijkse Volkspartij (Österreichische Volkspartei, afgekort ÖVP), en de Vrijheidspartij van Oostenrijk (Freiheitliche Partei Österreichs, afgekort FPÖ).
| Functie                                                               | Persoon              | Politieke partij |
| --------------------------------------------------------------------- | -------------------- | ---------------- |
| Bondskanselier                                                        | Wolfgang Schüssel    | ÖVP              |
| Vicebondskanselier en minister van Gezondheid en Sport                | Susanne Riess-Passer | FPÖ              |
| Minister van Buitenlandse Zaken                                       | Ursula Plassnik      | ÖVP              |
| Minister van Binnenlandse Zaken                                       | Ernst Strasser       | ÖVP              |
| Minister van Onderwijs, Wetenschappen en Cultuur                      | Elisabeth Gehrer     | ÖVP              |
| Minister van Financiën                                                | Karl-Heinz Grasser   | FPÖ              |
| Minister van Transport, Innovatie and Technologie                     | Mathias Reichhold    | FPÖ              |
| Minister van Justitie                                                 | Dieter Böhmdorfer    | FPÖ              |
| Minister van Defensie                                                 | Herbert Scheibner    | FPÖ              |
| Minister van Landbouw, Milieu, Bosbouw en Watermanagement             | Wilhelm Molterer     | ÖVP              |
| Minister van Economische Zaken en Werkgelegenheid                     | Martin Bartenstein   | ÖVP              |
| Minister van Sociale Veiligheid, Generaties en Consumentenbescherming | Herbert Haupt        | FPÖ              |
|                                                                       |                      |                  |

Renner · Figl I · Figl II · Figl III · Raab I · Raab II · Raab III · Raab IV · Gorbach I · Gorbach II · Klaus I · Klaus II · Kreisky I · Kreisky II · Kreisky III · Kreisky IV · Sinowatz · Vranitzky I · Vranitzky I · Vranitzky III · Vranitzky IV · Vranitzky V · Klima · Schüssel I · Schüssel II · Gusenbauer · Faymann I · Faymann II · Kern · Kurz I · Bierlein · Kurz II · Schallenberg · Nehammer · Stocker